# Apple Pro Display XDR
Het Apple Pro Display XDR is een flatscreen voor professionele gebruikers dat ontworpen, gefabriceerd en verkocht wordt door Apple Inc. Het werd in 2019 aangekondigd op de WWDC, samen met de derde generatie Mac Pro. Het is het eerste scherm van Apple sinds de stopzetting van het Apple Thunderbolt Display in 2016. Sinds 2022 is het een van de twee computerschermen die door Apple aangeboden worden, naast het Apple Studio Display voor consumenten.

## Ontwerp

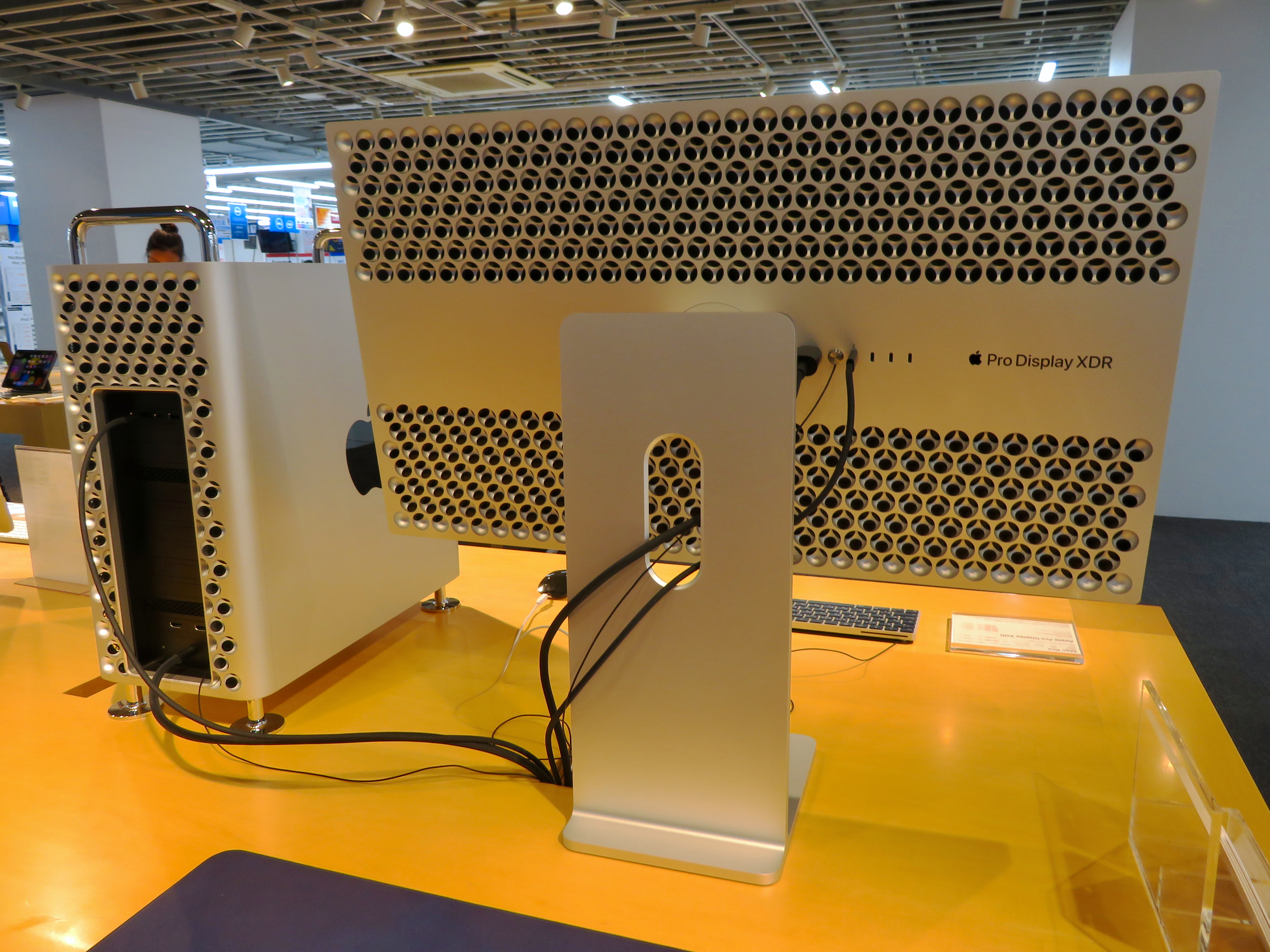
Pro Display XDR, achteraanzicht met de ventilatiegaten

Het Apple Pro Display XDR heeft een 32 inch (81 cm) Retina 6K-paneel met een resolutie van 6016×3384 pixels. De achterkant van het computerscherm is bezaaid met ventilatiegaten, vergelijkbaar met het ontwerp van de derde generatie Mac Pro. Het scherm beschikt over drie USB-C-poorten en een Thunderbolt 3-poort die ook dienst doen als USB-C-poort.
XDR staat voor "Extreme Dynamic Range". Dankzij deze nieuwe schermtechniek biedt het scherm een helderheid van 1000 cd/m² en kan het pieken tot maximaal 1600 cd/m² halen. Ook het contrast is verbeterd. Sensoren in het scherm passen de gebruikersinterface automatisch aan wanneer het scherm in portretmodus staat. Apple heeft in samenwerking met Logitech een 4K-webcam ontwikkeld die magnetisch aan de bovenkant van het scherm kan bevestigd worden. Naast de standaard versie met standaardglas brengt Apple ook een versie met nano-textuur uit, die voor minder reflecties en schittering zorgt.

VESA Mount Adapter

Het scherm wordt niet geleverd met een standaard. Er worden twee montageopties aangeboden als apart verkrijgbare accessoire: de VESA Mount Adapter en de Pro Stand. Beide gebruiken een gepatenteerd magneetsysteem om het scherm te bevestigen. De VESA Mount Adapter maakt het mogelijk om een VESA-standaard te gebruiken. De Pro Stand maakt hoogteverstelling en rotatie mogelijk en bevat een vergrendeling die alleen rotatie toelaat wanneer het scherm voldoende ruimte heeft om 90 graden te draaien. De Pro Stand kreeg kritiek vanwege de hoge kostprijs van € 1099.

## Ondersteuning
Het Pro Display XDR kan op de hoogste resolutie in HDR gebruikt worden met de vijfde generatie iPad Pro of recenter en met de volgende Macs die macOS Catalina 10.15.2 of recenter draaien:
- MacBook Pro 13 inch (2020 of recenter)
- MacBook Pro 14 inch (2021 of recenter)
- MacBook Pro 15 inch (2018 of recenter)
- MacBook Pro 16 inch (2019 of recenter)
- MacBook Air (2020 of recenter)
- Mac Mini (2020 of recenter)
- iMac (2019 of recenter)
- iMac Pro (2017)
- Mac Pro (2019 of recenter)
- Mac Studio (2022 of recenter)

Andere systemen die DisplayPort ondersteunen, inclusief Macs met een Thunderbolt 2-poort in combinatie met een speciale adapter, kunnen het beeldscherm aansturen in lagere resoluties en LDR. Windows- en Linux-gebaseerde systemen met een DisplayPort kunnen het beeldscherm gebruiken, maar kunnen de configuratie-instellingen zoals de helderheid niet wijzigen.